# Condado de Wallowa
El condado de Wallowa es uno de los 36 condados del estado estadounidense de Oregón. La sede del condado es Enterprice, al igual que su mayor ciudad. El condado tiene un área de 8163 km² (de los cuales 16 km² están cubiertos por agua) y una población de 7226 habitantes, para una densidad de población de 1 hab/km² (según censo nacional de 2000). Este condado fue fundado en 1887.

## Geografía

### Condados adyacentes
- Condado de Umatilla (oeste)
- Condado de Union (oeste)
- Condado de Baker (sur)
- Condado d'Adams, Idaho (sureste)
- Condado de Idaho, Idaho (este)
- Condado de Nez Perce, Idaho (noreste)
- Condado de Asotin, Washington (norte)
- Condado de Garfield, Washington (norte)
- Condado de Columbia, Washington (norte)

## Demografía
Para el censo de 2000, había 7.226 personas, 3.029 cabezas de familia, y 2.083 familias residiendo en el condado. La densidad de población era de 2 habitantes por milla cuadrada.
La composición racial del condado era:
- 96,50% blancos
- 0,03% negros o negros americanos
- 0,71% nativos americanos
- 0,24% asiáticos
- 0,04% isleños
- 0,95% otras razas
- 1,54% de dos o más razas.

Había 3.029 cabezas de familia, de las cuales el 28,50% tenían menores de 18 años viviendo con ellas, el 58,70% eran parejas casadas viviendo juntas, el 6,90% eran mujeres cabeza de familia monoparental (sin cónyuge), y 31,20% no eran familias.
El tamaño promedio de una familia era de 2,85 miembros.
En el condado el 24,30% de la población tenía menos de 18 años, el 4,90% tenía de 18 a 24 años, el 21,90% tenía de 25 a 44, el 30,00% de 45 a 64, y el 18,90% eran mayores de 65 años. La edad promedio era de 44 años. Por cada 100 mujeres había 100,10 hombres. Por cada 100 mujeres mayores de 18 años había 96,10 hombres.

## Economía
Los ingresos medios de una cabeza de familia del condado eran de USD$32.129 y el ingreso medio familiar era de $38.682. Los hombres tenían unos ingresos medios de $28.202 frente a $21.558 de las mujeres. El ingreso per cápita del condado era de $17.276. El 9,80% de las familias y el 14,00% de la población estaban debajo de la línea de pobreza. Del total de gente en esta situación, 18,30% tenían menos de 18 y el 11,40% tenían 65 años o más.

## Localidades

### Ciudades incorporadas
- Enterprise
- Joseph
- Lostine
- Wallowa

### Lugares designados por el censo
- Wallowa Lake

### Áreas no incorporadas
- Flora
- Imnaha
- Minam
- Paradise
- Troy